# Unidad Habitacional Dina-Sidena Chacón
Unidad Habitacional Dina-Sidena Chacón är en ort i Mexiko.   Den ligger i kommunen Mineral de la Reforma och delstaten Hidalgo, i den sydöstra delen av landet, 80 km nordost om huvudstaden Mexico City. Unidad Habitacional Dina-Sidena Chacón ligger 2 371 meter över havet och antalet invånare är 867.
Terrängen runt Unidad Habitacional Dina-Sidena Chacón är kuperad åt nordost, men åt sydväst är den platt. Runt Unidad Habitacional Dina-Sidena Chacón är det mycket tätbefolkat, med 1 135 invånare per kvadratkilometer. Närmaste större samhälle är Pachuca de Soto, 3,7 km norr om Unidad Habitacional Dina-Sidena Chacón. Omgivningarna runt Unidad Habitacional Dina-Sidena Chacón är i huvudsak ett öppet busklandskap.